# Confessions of an Action Star
Confessions of an Action Star − amerykańsko-austriacki film fabularny z 2005 roku, napisany przez Davida Leitcha oraz wyreżyserowany przez Brada Martina. Leitch wystąpił w filmie także w roli głównej. Fabuła filmu skupia się na losach striptizera, który zostaje gwiazdą kina akcji. Obraz znany jest pod alternatywnymi tytułami: Sledge: The Untold Story, Confessions of an Action Hero oraz Sledge: The Story of Frank.

## Obsada
- Holmes Osborne − Richard Orchid
- David Leitch − Francis Allen Sledgewick / Frank Sledge
- Nathan Lee Graham − Glen Jefferies
- Kelly Hu − ona sama/zakamuflowana policjantka
- Carrie-Anne Moss − ona sama/partnerka w filmie
- Ernie Hudson − on sam/komandor
- Michael T. Weiss − boss narkotykowy
- Mitchell Gaylord − brat
- Eric Roberts − szef policyjny
- Lin Shaye − Samantha Jones
- Dax Shepard − koordynator SFX
- Matt McColm − komandor
- Daniel Bernhardt − Jason Everstrong
- Gerald Okamura − azjatycki mistrz
- Sean Young − ona sama/Honey
- Ben Falcone − Jerry Moss
- Hugo Weaving − on sam
- Debbie Allen − ona sama/Deity
- Joel David Moore − on sam/więzień
- Angelina Jolie − ona sama
- Richard Lewis − Richard Lewis
- Ben Stiller − komandor (nieuwzględniony w czołówce)